# Daviscupový tým Rakouska
Daviscupový tým Rakouska reprezentuje Rakousko v Davisově poháru od roku 1905.

## Historie
Největším úspěchem Rakouska v historii Davis Cupu je dosud semifinále v roce 1990, do kterého se dostali přes družstva Španělska a Itálie. Vyřadil jej až tým USA těsně 3:2 na zápasy.
V roce 2008, po porážce s USA v 1. kole, se Rakousko v elitní skupině zachránilo výhrou nad Velkou Británií 3:2.
V roce 2009, ale prohrálo s Německem 3:2 a muselo do baráže, kde narazilo na Chile, se kterým prohrálo 3:2 a sestoupilo ze světové skupiny.
V roce 2012 se Rakousko doma utkalo s Ruskem, a po těsné výhře 3:2 postoupilo po 17 letech znovu do čtvrtfinále. Ve čtvrtfinále na ně čekala silné Španělsko. Na antuce v Oropesa del Mar Rakousko celkem jednoznačně prohrálo 4:1.
V roce 2013 prohrálo v 1. kole s Kazachstánem a v baráži se utká s Nizozemskem

## Aktuální tým
- Jürgen Melzer
- Andreas Haider-Maurer
- Julian Knowle
- Oliver Marach

## Související článek
- Davis Cup